# A Life Divided
A Life Divided est un groupe allemand de rock et nu metal, originaire de Geretsried, dans l'arrondissement de Bad Tölz-Wolfratshausen. 

## Histoire
A Life Divided est formé en 2003. Leurs deux premiers albums sont sortis en auto-distribution. En 2006, ils sortent l'album Far, qu'ils présentent en première partie de la tournée GlaubeLiebeTod d'Oomph! En 2007, ils accompagnent également Eisbrecher en première partie de la tournée Antikörper. Entre 2008 et 2010, Jürgen Plangger et Erik Damköhler écrivent l'album Passenger, duquel sont extraits les singles Heart on Fire et Doesn't Count. En 2011, A Life Divided assure la première partie du groupe Apocalyptica lors de leur tournée 7th Symphony.
En 2013, le quatrième album du groupe, The Great Escape, sort,, et A Life Divided joue onze concerts en première partie de la deuxième partie de la tournée After the War du groupe hambourgeois Mono Inc. En décembre 2013, le groupe se produit à nouveau en première partie d'Eisbrecher lors de leur tournée d'anniversaire pour les dix ans du groupe.
Entre le 24 avril 2014 et le 4 mai 2015, A Life Divided se produit pour la première fois en tête d'affiche de la double tournée The Great Escape / Zur Sonne - Zur Freiheit avec le groupe Down Below dans des clubs de six villes allemandes.
En février 2015, le groupe annonce que le guitariste Mike Hofstätter quittait le groupe. Au printemps 2015, A Life Divided accompagne le chanteur Der Graf et son groupe Unheilig lors de 21 concerts de leur tournée Gipfelstürmer en tant que groupe de soutien. L'album Human sort en même temps. Le premier single est Inside Me, suivi de My Apology. En octobre 2015, le groupe effectue sa propre tournée en tête d'affiche de l'album Human dans dix villes allemandes, pour la première fois en tant que quatuor. 
En 2023, ils sortent leur album Down the Spiral of a Soul, et entament une tournée la même année avec un passage notable au Rockharz.

## Discographie

### Albums studio
- 2003 : Virtualized
- 2006 : Far
- 2011 : Passenger (AFM Records / Soulfood)
- 2013 : The Great Escape (AFM Records / Soulfood) (58e place des charts allemands[7])
- 2015 : Human (AFM Records / Soulfood) (39e place des charts allemands[7], 86e place des charts suisses[8])
- 2020 : Echoes (AFM Records / Soulfood) (1re place des charts allemands[7])
- 2023 : Down the Spiral of a Soul (AFM Records / Soulfood) (50e place des charts allemands[7])

### Singles
- 2010 : Heart on Fire (AFM Records / Soulfood)
- 2011 : Doesn't Count (AFM Records / Soulfood)
- 2011 : Words (AFM Records / Soulfood)
- 2013 : The Last Dance (AFM Records / Soulfood)
- 2013 : Feel (AFM Records / Soulfood)
- 2013 : Space (AFM Records / Soulfood)
- 2013 : Clouds of Glass (AFM Records / Soulfood)
- 2015 : Inside Me (AFM Records / Soulfood)
- 2015 : My Apology (AFM Records / Soulfood)
- 2019 : Addicted (AFM Records / Soulfood)
- 2019 : Enemy (AFM Records / Soulfood)
- 2020 : Confronted (AFM Records / Soulfood)
- 2022 : Last Man Standing (AFM Records / Soulfood)
- 2023 : Best Time (AFM Records / Soulfood)
- 2023 : Tear Down the Walls (AFM Records / Soulfood)

### Clips
- 2006 : Anyone
- 2011 : Heart on Fire
- 2011 : Doesn't Count
- 2013 : The Last Dance
- 2013 : Space
- 2015 : Inside Me
- 2015 : My Apology
- 2019 : Addicted
- 2019 : Enemy
- 2020 : Confronted
- 2022 : Last Man Standing
- 2023 : Best Time
- 2023 : Life Goes on
- 2023 : Disorder